# 蒙自杭子梢
蒙自杭子梢（学名：Campylotropis neglecta）为豆科杭子梢属下的一个种。

## 扩展阅读
- 維基物種上的相關：蒙自杭子梢